# 野口オリジナル
野口 オリジナル（のぐち オリジナル、1987年4月23日 - ）は福岡県福岡市出身の役者。

## 人物
福岡市出身。日本大学文理学部在学中、演劇サークルに所属したことがきっかけで、舞台を中心に俳優として活動を開始。在学中から、学生演劇、ぬいぐるみハンターなどの公演に参加し、2012年に劇団ポップンマッシュルームチキン野郎に所属。そこから、野口順平から野口オリジナルへと改名し、以降、劇団公演のみならず、多数の舞台に出演する。2015年より株式会社エコーズに所属。

## 出演作品

### 舞台
- 『陛下に届け』 （ポップンマッシュルームチキン野郎）
- 『首なし乙女は万事快調と笑う』 （ポップンマッシュルームチキン野郎）
- 『こい！ここぞというとき！』 （ポップンマッシュルームチキン野郎）
- 『ヤバイ！帽子忘れた！何か代わりのモノない？』 （ポップンマッシュルームチキン野郎）
- 『仏の顔も三度までと言いますが、それはあくまで仏の場合ですので』 （ポップンマッシュルームチキン野郎）
- 『死が二人を分かつまで、愛し続けると誓います』 （ポップンマッシュルームチキン野郎）
- 『銀色の蛸は五番目の手で握手する』 （ポップンマッシュルームチキン野郎）
- 『ちょっと待って誰コイツ！こんなヤツ知らない』 （ポップンマッシュルームチキン野郎）
- 『うちの犬はサイコロを振るのをやめた』 （ポップンマッシュルームチキン野郎）
- 『独りぼっちのブルース・レッドフィールド』 （ポップンマッシュルームチキン野郎）
- 『錆びつきジャックは死ぬほど死にたい』 （ポップンマッシュルームチキン野郎）
- 『うちの犬はサイコロを振るのをやめた（再演）』 （ポップンマッシュルームチキン野郎）
- 『死なない男は棺桶で二度寝する（再演）』 （ポップンマッシュルームチキン野郎）
- 『オハヨウ夢見モグラ』 （ポップンマッシュルームチキン野郎）
- 『熱海殺人事件』 （モウムリポ）
- 『お肉体関係』 （ぬいぐるみハンター）
- 『脱兎のごとく』 （踊れ場）
- 『マイリトルシスター』（天才劇団バカバッカ）
- 『高円寺商店街でロミジュリ』 （踊れ場）
- 『伯爵のおるすばん』 （Mrs.fictions）
- 『ウォーターバック』 （ぬいぐるみハンター）
- 『お暇をこじらせてⅡ』 (劇団aji)
- 『だいなし／本日昔噺』(劇団ウミダ)
- 『再生ミセスフィクションズ』 (Mrs.fictions)
- 『土砂降りぶりっこ』 (ピヨピヨレボリューション)
- 『盗賊と花嫁』 (くちびるの会)
- 『妖怪パラダイス』 (ピヨピヨレボリューション)
- 『もっとも迷惑な客死』 （上野くん、電話です）
- 『もしも、シ 〜とある日の反射〜（Wキャスト：陽チーム）』(空間交合リジッター企画)
- 『ケムリ少年、挿し絵の怪人』 (くちびるの会)
- 『この町に手紙は来ない』(monophonic orchestra)
- 『憑依だよ！栗山ハルコさん』 (ホットポットクッキング)
- 『グリーン・マーダー・ケース』 (Mo’xtra produce)
- 『嵐になるまで待って』(CfY presents vol.1 夜と雨の色)  幸吉 役
- 『ノーザンライツvsメキシカンギャング』（大統領師匠）[1]
- 『はんなま砦は夜更けまで』（大統領師匠）[2]
- 『R老人の終末の御予定』（ポップンマッシュルームチキン野郎）[3]
- 『妻らない極道たち』（劇団ホチキス）[4]
- 『異説・狂人日記』（ヨビゴエ）[5]
- 『砂時計が落ちきる前に』（ポップンマッシュルームチキン野郎）[6]

### テレビ
- 世にも奇妙な物語’17　春の特別篇「カメレオン俳優」（フジテレビ）
- 嫌われ監察官 音無一六〜警察内部調査の鬼〜（テレビ東京）
- バイプレイヤーズ（テレビ東京）
- ムズムズエイティーン（NHKEテレ）
- ボイス 第9話（日本テレビ）
- ウルトラマンZ 第24話（2020年12月12日、テレビ東京） - 警務隊員 役

### CM
- 富士通 Scan Snap
- 大塚製薬 SOYJOY　佐々木小次郎編　佐々木小次郎役
- 東邦ガス
- マクドナルド バリューセットグラフィック
- 中小機構　起業ライダーマモル
- 無人コンビニ600

### PV
- オトループ 『アリカ』